# Governatorato di Belgorod
La Gubernija di Belgorod, in russo Белгородская губерния? era una Gubernija dell'Impero russo, che occupava un territorio ora compreso nelle attuali Oblast' di Belgorod, Brjansk (in parte), Kursk e Oryol. Istituita nel 1727, esistette fino al 1779, il capoluogo era Belgorod.